# Довженко Григорій Овксентійович
Григо́рій Овксе́нтійович Довже́нко (18 квітня 1896, Полтавка — 21 квітня 1980, Київ) — український художник-монументаліст, живописець. викладач.
Член Асоціації революційного мистецтва України у 1925-1929 роках; член Націона́льної спі́лки худо́жників Украї́ни з 1941 року.
Заслужений художник України з 1979 року.
Батько Заслуженого архітектора України Тараса Довженка та художниці Лесі Довженко.

## Життєпис
Народився 10 [22] квітня 1899 року в селі Полтавці (нині місто Баштанка Миколаївської області, Україна) у багатодітній селянській сім'ї. З 1907 року навчався у церковно-парафіяльній школі, а з другого класу був прийнятий до місцевого двокласного земського училища, яке на відмінно закінчив у 1913 році. Того ж року разом з батьками переїхав до Сибіру в село Гвоздіївку Акмолінської області.
З 1916 року мешкав в Омську, де працював вантажником; екстерном склав іспити за курс вищого міського училища. 1917 року служив поштарем і сторожем в Акмолінському ветеринарному управлінні; розпочав навчання на Курсах красних мистецтв Сибірського степного краю. Протягом 1918—1920 років працював художником-ілюстратором в Сибірському обласному агентстві ВЦВК «Центродрук» в Омську; з грудня 1920 року по квітень 1921 року — художником-декоратором у Сибірському державному оперному театрі, де зокрема виконав оформлення до опери «Князь Ігор».
Восени 1921 року разом із батьками повернувся до рідного села, працював вчителем малювання. 1922 року вступив до Одеського художнього училища, де навчався у Данила Крайнєва, Теофіла Фраєрмана. На ІІІ курсі перейшов на факультет монументально-прикладного мистецтва у майстерню Григорія Комара. Закінчив навчання у 1928 році. Знайомиться з М.Бойчуком та працює художником-монументалістом у його майстерні.
У 1930 році працював художником на Одеській кінофабриці, де працював художником картини «Охоронець музею», «Перекоп», «Право батьків», «25 000». Протягом 1930—1936 років викладав малюнок та живопис на архітектурному факультеті Київського художнього інституту, був асистентом у майстерні Федора Кричевського.
Із групою викладачів Київського художнього інститут у 1941 році евакуйований до Таджицької РСР, де створював плакати, викладав у школі, обіймав посаду секретаря оргкомітету Спілки художників Таджикистану, працював на будівництві електростанції поблизу Душанбе.
У 1945 році повернувся до Києва.
З 1946 року працював керівником сектора живопису в Інституті монументального живопису і скульптури при Академії архітектури УРСР.
Протягом 1953—1960 років викладав у Київському училищі прикладного мистецтва. Серед учнів: Володимир Муха.

Могила Григорія Довженка.

Мешкав у Києві в будинку на вулиці Володимирській, № 81, квартира № 6. Помер у Києві 21 квітня 1980 року.
Похований в Києві на Байковому кладовищі (ділянка № 33, 50°25′3.1″ пн. ш. 30°30′7.4″ сх. д. / 50.417528° пн. ш. 30.502056° сх. д.).

## Творчість
Працював у галузях монументально-декоративного мистецтва, станкового живопису і станкової графіки (писав портрети, пейзажі, натюрморти), Розвинув техніку школи монументального живопису Михайла Бойчука, додавши до умовно-площинного стилю живопису неповторної декоративності. Створив численні рельєфи, розписи та мозаїки на будівлях, розробляв різьблення по сирій штукатурці та розписував на основі поліхлорвінілової смоли. Серед робіт:
живопис
- «Натюрморт із грецькою вазою» (1922);
- «Натюрморт з яблуками» (1922—1926);
- «Під панським гарапником» (1927, не збережено);
- «Виноградники» (1930—1933);
- «Батьки» (1930);
- «Куркульське гніздо» (1934);
- «Кожному колгоспникові по корові» (1934);
- «Тараса Шевченко в казематі» (1938);
- серія «Бойовим шляхом Миколи Щорса» (1939—1941, полотно, олія);
- «Околиці Седнева» (1939—1941);
- «Околиці Седнева де точилися бої» (1939—1941);
- «Оселя в Седневі» (1939—1941);
- «Смерть Миколи Щорса» (1939—1941);
- «Гурзуф. Набережна» (1945—1947, темпера);
- «Натюрморт з квітами і яблуками» (1950);
- «Муза Тараса Шевченка» (1953);
- «Околиці села Совки» (1956);
- «Яблуня» (1956);
- «Над Дніпром» (1956);
- «Міст через Дніпро» (1956);
- «Золота осінь» (1956);
- «Ботанічний сад» (1956);
- «Квіти. Натюрморт» (1956);
- «Ваза з фруктами» (1956);
- «Квіти на темному тлі» (1956);
- «Натюрморт з рибою» (1956);
- «Півонії» (1957);
- «Карпатськими стежками» (1959);
- «Червоні жоржини» (1959—1960);
- «Квіти і фрукти. Натюрморт» (1959—1960);
- «Пейзаж з яблунею» (1959—1960);
- «Околиці Києва» (1959—1960);
- «Маки і троянди» (1959—1960);
- «Пейзаж з тополями» (1959—1960);
- «Троянди квітнуть» (1959—1960);
- «Тихий вечів» (1959—1960);
- «Весняний мотив. Дорога до річки» (1959—1960);
- серія «Риболовецький радгосп „Латвія“» (1961);
- «Теплий ранок» (1961);
- «Повернення» (1961);
- «Дорога до моря» (1961);
- «Баркаси спочивають» (1961);
- «Полудень біля моря» (1961);
- «Околиці міста» (1961);
- «Осінній пейзаж з ялинами» (1961);
- «Рибальські сіті» (1961);
- «Лісові квіти» (1963);
- «Гілки персиків» (1963);
- «Яблука достигають» (1963);
- «Троянди і птахи» (1963);
- «Рожі» (1963);
- «Білі півонії» (1963);
- «Слива» (1963);
- «Витай зо мною і учи (Тарас Шевченко)» (1964—1969);
- «Михайло Бойчук» (1964—1969);
- «Олександр Сорока» (1964—1969);
- «Напуття Ярослава Мудрого» (1964—1969);
- «Не ридать, а здобувать! (Іван Франко)» (1965);
- «Чуєш сурми заграли… (Олександр Міньківський)» (1970—1979);
- «Грай моя бандуро! (Микола Леонтович)» (1970—1979);
- «Володимир Сосюра» (1970—1979);
- «Рідна мати моя… (Андрій Малишко)» (1970—1979);
- «Іван Микитенко» (1970—1979);
- «Співайте, дівчата! (Григорій Верьовка)» (1977);
- «Здраствуй моя ти рідна Батьківщино! (Олександр Довженко)» (1978);
- «Крокує Ленін по планеті» (1978—1979);

графіка
- «Хата в селі Зянківці на Поділлі» (1924);
- «Хата і курник у селі Антиловці на Поділлі» (1924);
- «Пісня про волю» (1928, не збережено);
- «Ведмідь-гора» (1930—1938);
- серія «Бойовим шляхом Миколи Щорса» (1939—1941, папір, олівець, акварель);
- «Портрет О. Кириченка, учасника партизанського руху» (1939—1941);
- «Портрет К. Лаптєва, кінного розвідника Богунського полку» (1939—1941);
- «Седнів. Кам'яниця Лизогубів. Місце засади щорсівців» (1939—1941);
- «Червоний міст у Чернігові, де точилися бої» (1939—1941);
- «Усі на захист вітчизни!» (1941);
- «До зброї товариші!» (1941);
- серія портретів «Ударники будівництва Орзобгес (Душанбе)» (1942—1944);
- «Т. Ахметов» (1942—1944);
- «Голова колгоспу „Червоний партизан“ Азімов» (1942—1944);
- «Таджицький робітник» (1942—1944);
- «О. Ходояров» (1942—1944);
- «Колгоспник» (1942—1944);
- «С. Хасанов» (1942—1944);
- «У. Бабаханов» (1942—1944);
- «У. Якубов» (1942—1944);
- «У. Махмудов» (1942—1944);
- «Ш. Абдулаєва» (1942—1944);
- «Б. Юсупов» (1942—1944);
- «Геть Гітлера! Геть війну!» (1942—1944);
- «Фашистська кривава лапа, занесена над СРСР, буде знищена!» (1942—1944);
- «Останній марш німецьких окупантів» (1942—1944);
- «Більше продовольчих товарів для фронту!» (1942—1944);
- «Нема пощади німецьким окупантам!» (1942—1944);
- «Смерть фашистським окупантам!» (1942—1944);
- «Братання» (1942—1944);
- «Гурзуф. Набережна» (1945—1947, акварель, гуаш);
- «Жоржини» (1951—1954);
- «Лілея» (1951—1954);
- «Чорнобривці» (1951—1954);
- «Небесна красуня» (1957);
- «Сон-трава» (1957);
- «Майори» (1957);
- «Гвоздика» (1957);
- «Братки» (1957);
- «Півники на зеленому тлі» (1957);
- «Жоржини» (1959—1960);
- «Лілеї» (1959—1960);
- «Чорнобривці» (1959—1960);
- «Сухоцвіт» (1959—1960);
- «Столітник» (1959—1960);
- «Олександр Довженко» (1969—1979, папір, олівець);
- «Григорій Верьовка» (1969—1979, папір, акварель).

монументальне мистецтво
- Розпис «Дружба народів» у вестибюлі Східної торговельної палати в Одесі (1927, темпера; під керівництвом Григорія Комара; знищено). Ескізи (папір, акварель) зберігаються у Національному художньому музеї України[5];
- Розписи плафонів у Селянському санаторії імені ВУЦВК в Одесі (1928, під керівництвом Михайла Бойчука; знищено);
- Розпис «Індустріалізація» у Будинку преси імені Михайла Коцюбинського в Одесі (1929—1930, очолював групу монументалістів; знищено);
- Оформлення селища «Будівельник» у Дніпропетровську (1948—1949);
- Оформлення екстер'єру палацу культури у Новій Горлівці (нині — східний район Горлівки) (1950);
- Оформлення Палацу культури (1951—1952) та Літнього театру (1953) у Новій Каховці;
- Орнаментально-декоративне оформлення Будинку культури у селі Драбівцях Черкаської області (1955—1956);
- Оформлення Палацу культури імені Івана Франка у Донецьку (1955—1956);
- Оформлення Будинку культури «Харчовик» (нині — «Славутич») у Києві (1957, не збереглося);
- Орнаментально-геральдичне оформлення Музично-драматичного театру в Рівному (1959—1960, плафон, темпера, різьблення по сирому тиньку);
- Оформлення кінотеатру «Космос» у місті Щорсі (1964, бетонний рельєф, мозаїка; разом з Миколою Стороженком і Володимиром Василенком);
- Декоративно-геральдичне оздоблення Молодіжної бібліотеки у Києві (1968);
- Мозаїчне панно «Живи, Україно прекрасна і сильна» на Будинку культури колгоспу «Україна» у селі Тіньках Черкаської області (1969);
- Оформлення Палацу культури Чернігівського комбінату хімічного волокна (1970);

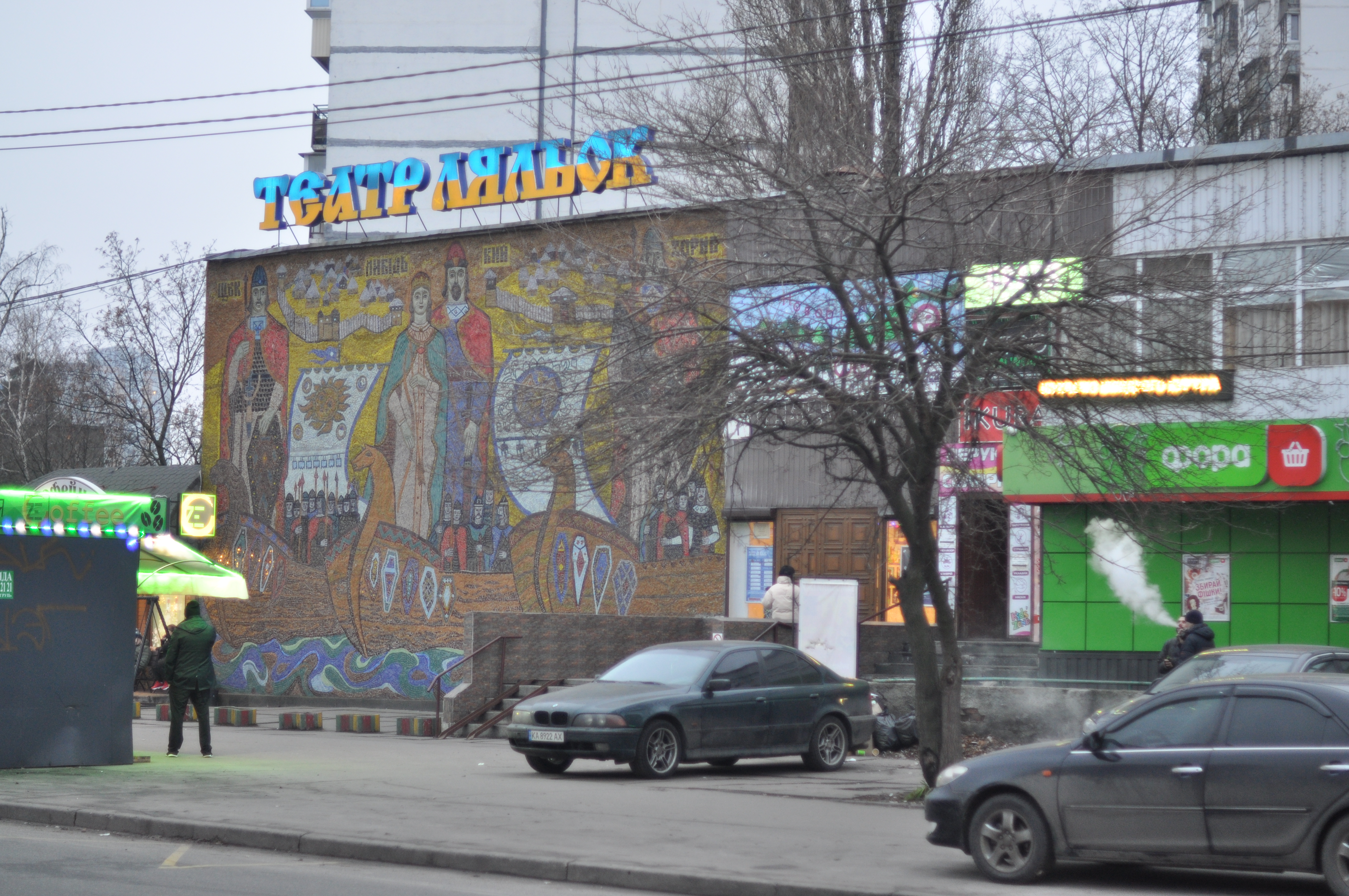
«Кий, Щек, Хорив і сестра їх Либідь».

- Мозаїчне панно «Кий, Щек, Хорив і сестра їх Либідь» на фасаді кінотеатру «Ровесник» (нині Київський муніципальний академічний театр ляльок; вулиця Миропільська, № 1) у Києві (1970);
- Монументально-геральдичне оформлення Будинку культури місті Лозовій Харківської області (1976);
- Монументально-мозаїчне оздоблення Будинку культури в радгоспі-заводі «Зелений Гай» міста Вознесенська Миколаївської області (1979).

### Виставки
Брав участь у виставках з 1925 року, зокрема:
- Виставка дипломних робіт студентів Одеського художнього інституту. Одеса (1925);
- Виставка картин одеських художників, створених для Першої Всеукраїнської виставки в Харкові. Одеса (1927);
- Всеукраїнська ювілейна виставка «10 років Жовтня». Харків, Київ, Одеса, Дніпропетровськ, Луганськ, Донецьк, Макіївка, Маріуполь (1927);
- Всеукраїнська виставка Асоціації революційного мистецтва України. Харків (1927);
- Виставка "Мистецтво Радянської України. Харків (1930);
- П'ята всеукраїнська художня виставка. Харків, Київ, Одеса (1932);
- Шоста Всеукраїнська художня виставка. Київ, Харків, Одеса (1935);
- Ювілейна виставка творів художників УРСР «Квітуча Радянська Україна». Київ, Харків, Одеса (1937);
- Ювілейна виставка художників УРСР «1917—1937». Москва (1938);
- Виставка українського радянського живопису, скульптури, графіки. Київ (1938);
- Республіканська ювілейна шевченківська виставка. Київ (1939);
- Виставка етюдів і замальовок історичних місць «Бойовим шляхом Миколи Щорса». Київ, Донецьк (1941);
- Виставка «Велика Вітчизняна війна». Київ (1941);
- Виставка «Таджикистан у дні Великої вітчизняної війни», присвячена 25-річчю Робітничо-селянської Червоної армії. Душанбе (1943);
- Восьма Українська художня виставка. Київ (1945);
- Республіканська виставка «Партизани України у Великій Вітчизняній війні 1941—1945». Київ (1945);
- Дев'ята Українська художня виставка. Київ (1947);
- Республіканська виставка «Архітектура України». Київ 91954);
- Республіканська виставка «Будівництво і архітектура України за 40 років». Київ (1955);
- Республіканська виставка «Українське радянське монументальне мистецтво», присвячена 100-річчю від дня народження Володимира Леніна та 30-річчю Ленінського плану монументальної пропаганди. Київ (1969);
- Виставка «Монументальне мистецтво Радянської України». Київ (1978).

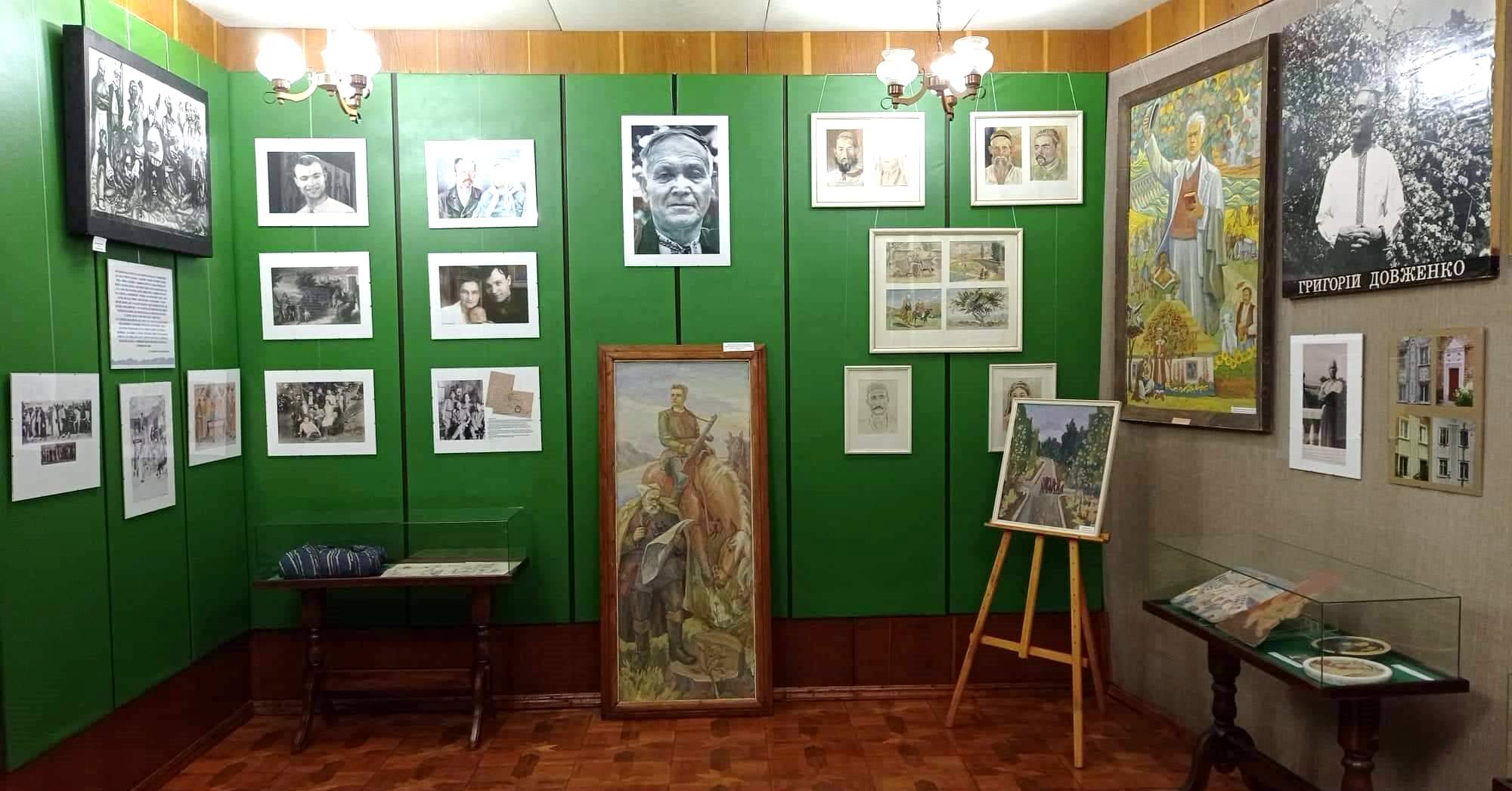
Персональна виставкова зала Григорія Довженка в Баштанський краєзнавчий музей до Російське вторгнення в Україну (з 2022)

Персональна посмертна виставка.  Київ (1983 )
"Спецфонд"  Національний Художній музей України. Київ (2015)
"Бойчукізм. Проект "Великого стилю"  Мистецький Арсенал. Київ (2018)
"Закоханий в Україну. Григорій Довженко". Персональна виставка. Нова Каховка (2019) 
"Григорій Довженко. Світ орнаментів" . Персональна виставка. ART14. Київ (2019)
"Григорій Довженко – художник-бойчукіст. Шлях в мистецтві". Персональна виставка робіт. Миколаївський обласний художній музей ім. В.В. Верещагіна. Миколаїв (2020)
" Григорій Довженко. Окуповане мистецтво".  Персональна виставка. ART14. Київ (2023)
«МАТЕРІЯ MATTERS. Український арттекстиль».  Національний центр «Український Дім». Київ (2024)
" Таджикистан у творчості Григорія Довженка (1941-1945)". Київ (2025)

### Публікації
Автор низки статей з питань монументально-декоративного мистецтва:
- «Мистецтво в побут» / «Шквал», 1928, № 8;
- «Орнамент в архітектурному ансамблі» / «Декоративное искусство СССР», 1957, ювілейний номер;
- «Особливості художньої виразності в сільських типових житлових будинках» / Сільське житлове будівництво в УРСР. Збірка Академії архітектури УРСР. Київ, 1960;
- «Будувати красиво на віки» / «Літературна Україна», 28 червня 1963;
- «Краса рідного міста» / «Мистецтво», 1967, № 4.

## У мистецтві
Олійний портрет художника у 1928 році виконав художник Петро Васильєв.

## Вшанування пам'яті
Розпорядженням Баштанського міського голови №72-р від 24 квітня 2024 року одна з вулиць м. Баштанка – вулиця Генерала Головського, з метою виконання Закону України «Про засудження та заборону пропаганди російської імперської політики в Україні і деколонізацію топонімії» перейменована на вулицю Григорія Довженка 